# Чарлі Маккесі
Чарльз Пірс Маккесі (англ. Charles Piers Mackesy; нар. 11 грудня 1962) — британський художник, ілюстратор та автор книги «Хлопчик, Кріт, Лис та Кінь» (2019).

## Кар'єра
Розпочав кар'єру як карикатурист для «The Spectator», а потім став книжковим ілюстратором для Oxford University Press. Якийсь час працював з Річардом Кертісом на знімальному майданчику фільму «Реальне кохання», щоб створити серію малюнків для аукціону благодійної організації «Comic Relief». І надалі працював в цій організації. Його обрали для роботи над літографічним проєктом серії «Єдність» Нельсона Мандели, над яким він працював разом з Манделою.
Бронзові скульптури Маккесі розміщені у громадських місцях Лондона, зокрема на Гайгейтському цвинтарі та Бромптон-роуд. Його картини часто виставлялися, найчастіше в галереях Лондона та Нью-Йорка.
Його роботи були представлені в книгах, приватних колекціях, галереях, на обкладинках журналів, у шкільних класах, кафе, жіночих притулках, церквах, в'язницях, лікарняних палатах і безлічі інших громадських місць у всьому світу. З ним зв'язалася редакторка, яка побачила його малюнки в Instagram, а потім опублікувала їх разом з нею на Ebury Press.
Книжка «Хлопчик, Кріт, Лис та Кінь» вперше вийшла друком у жовтні 2019 року та понад 100 тижнів перебувало в десятці бестселерів «Sunday Times». Її вибрали «Книгою року 2019» за версією Waterstones та «Книгою року 2019» за версією Barnes & Noble (перша книга, яка отримала обидві нагороди в один рік), а також потрапила до короткого списку Британської книжкової премії 2020 року.
Маккесі був серед переможців премії Nielsen Bestseller 2020 року, а роман «Хлопчик, Кріт, Лис та Кінь» отримав платиновий статус. Усі видання, що досягли платинового статусу, вводяться до «Зали слави XXI століття». 2020 року вісім книг перетнули поріг продажів у мільйон примірників у рамках платинового статусу. 2020 року вшанований званням «Художник року» галереї Меддокс на церемонії вручення премії «Чоловіки року» журналу «GQ» та званням «Ілюстратор року» на Британській книжковій премії 2021 року. Став співрежисером та співавтором сценарію короткометражного анімаційного фільму за мотивами своєї книги, прем'єра якого відбулася у переддень Різдва. У березні 2023 року разом з Метью Фрейдом став лавреатом премії «Оскар» за найкращий анімаційний короткометражний фільм «Хлопчик, Кріт, Лис та Кінь».
2022 року BBC зняла документальний фільм Чарлі Маккезі: Хлопчик, Кріт, Лис, Кінь і я" про Маккесі, книгу та створення фільму. У фільмі взяли участь Бер Гріллз, друг дитинства Маккезі; Річард Кертіс, Опра Вінфрі, Джей-Джей Абрамс і Том Голландер.
2024 року став кавалером Ордена Британської імперії на новорічній церемонії нагородження за заслуги перед мистецтвом і літературою.

## Особисте життя
Виріс у Нортумберленді, Англія, навчався у коледжі Редлі та середній школі королеви Єлизавети в Гексемі. Якийсь час недовго навчався в університеті, але двічі кидав його протягом тижня.
Бабусею та дідусем Маккесі по батьківській лінії були генерал-майор Пірс Джозеф Маккесі та письменниця Леонора Маккесі (нар. 1902), яка писала любовні романи під псевдонімами Леонора Старр і Дороті Ріверс.
Якийсь час жив і малював у Південній Африці, Субсахарській Африці та США. Живе періодично у Брікстоні, Південному Лондоні та Саффолку зі своїм собакою Барні. Поза мистецтвом керує соціальним підприємством з продажу меду в Замбії, а також допомагає реалізувати проєкти для безпритульних у Лондоні.